# Jae Crowder
Corey Jae Crowder (Villa Rica, Geòrgia, 6 de juliol de 1990) és un jugador de bàsquet nord-americà que actualment pertany a la plantilla dels Boston Celtics de l'NBA. Amb 1,98 metres d'alçària, juga en la posició d'aler. És el fill del també jugador professional Corey Crowder.

## Trajectòria esportiva

### Universitat
Va començar la seua carrera universitària en el South Georgia Tech Junior College, passant a l'any següent al Howard Community College, amb els quals va guanyar el 2010 el campionat de la NJCAA, sent triat Jugador de l'Any, després de fer de mitjana 18,9 punts i 9,0 rebots per partit.
El 2010, va ser transferit als Golden Eagles de la Universitat Marquette, on va jugar dues temporades en les quals va fer de mitjana 14,6 punts, 7,6 rebots i 1,8 assistències per partit. En la seua temporada, després de fer de mitjana 17,5 punts i 8,4 rebots per partit, va ser triat Jugador de l'any de la Big East Conference i ficat en el quintet ideal, i a més va aparéixer en el segon quintet All-American.

### Professional
Va ser triat en la trenta-quatrena posició del Draft de l'NBA de 2012 per Cleveland Cavaliers, però els seus drets van ser traspassats juntament amb els de Bernard James i Jared Cunningham a Dallas Mavericks, a canvi de Kelenna Azubuike i els drets sobre Tyler Zeller. Va debutar el 30 d'octubre davant els Los Angeles Lakers, amb els quals va aconseguir 8 punts i 3 rebots.
El 18 de desembre de 2014, Crowder va ser traspassat juntament amb el Brandan Wright, Jameer Nelson, una selecció de primera ronda pel draft de 2015 i una selecció de segona ronda per al draft de 2016 als Boston Celtics, a canvi de Rajon Rondo i Dwight Powell.